# Manzanares (Caldas)
Manzanares es un municipio colombiano situado en el departamento de Caldas. Es llamada la Ciudad Cordial. Cuenta con una población estimada en 18.780 habitantes según proyección DANE 2018, con una extensión de 209.7 kilómetros cuadrados, temperatura promedio de 19 °C, este municipio, fundado el 2 de julio de 1863 y erigido en 1864, dista 117 kilómetros de la capital del departamento, Manizales.

## Toponimia
Manzanares; con motivo de conmemorarse un aniversario de la llegada al Nuevo Mundo de don José Valentín Cortes, primo hermano del conquistador Hernán Cortes y quien había sido uno de los españoles que más se preocupó por el bien de los Americanos, un verdadero ídolo de la provincia de Manzanares (España), fue erigido Municipio, en 1879 por el presidente del Estado Soberano del Tolima y haciendo parte del circuito judicial de Honda.  
Mediante el Decreto Legislativo 763 del 29 de enero de 1907 se anexó al recién creado Departamento de Caldas el Municipio de Manzanares

## Historia
Las comunidades indígenas que habitaron las tierras de Manzanares fueron los Marquetones y Pantágoras, dedicados a la pesca y a la minería y los Pantágoras reconocidos por su carácter pacífico. La conquista española fue liderada por el coronel Baltasar Maldonado enviado por don Gonzalo Jiménez de Quesada. Más tarde la fundación como aldea fue realizada por colonos provenientes de los departamentos de Tolima y Antioquia quienes se destacaron ser una raza noble y trabajadora dedicada al comercio y a la atención de los arrieros que procedían de municipios como Salamina, Aguadas y Medellín y disfrutaban en Manzanares de un reposo acompañado de la mazamorra de doña Bertilda Villa. 
El primer nombre de la población fue Villa de El Edén, sustituido el 12 de octubre de 1864 por el de Manzanares.
En 1879 fue erigido municipio por el presidente del Estado Soberano del Tolima como parte del circuito judicial de Honda y en 1907 Manzanares fue anexado al recién departamento de Caldas.
Manzanares es un ejemplo típico de las fundaciones realizadas por los colonizadores de mediados del siglo XIX, cuando la presión de la emigración tomó la ruta hacia el Tolima.
En 1.860 un grupo de agricultores de Salamina inició el empeño de encontrar un lugar nuevo donde establecerse. Bartolomé Gaviria, Ramón Valencia y Pedro Campuzano, al frente de un grupo de gentes, llegaron hasta la cuchilla de Aguabonita, en donde decidieron fundar un poblado. Sin embargo, la falta de tierras suficientes y el sobrepoblamiento de la incipiente población, llevaron a algunos a buscar un nuevo lugar para asentarse.
Emidgio y Pedro Campuzano, Tomás y José María Villa, Alejo Marulanda, Ramón Valencia y Belisario Tobón encabezaron la emigración de Aguabonita.
En 1.864 este grupo de personas levantó las primeras casas en el lugar que hoy ocupa Manzanares. El 3 de mayo de 1866 el entonces presidente de la República, don Aquileo Parra, entregó a la recién nacida población una extensión de doce mil hectáreas para su explotación.
Hacia 1.868, después de algunos incidentes que demoraron la repartición de tierras, como el incumplimiento de un topógrafo para levantar planos después de haber cobrado el dinero correspondiente, no se llevó a cabo la adjudicación del nuevo territorio de Manzanares.
En 1870 se reclamó el reparto de las tierras: cada varón residente en Manzanares, mayor de 15 años tenía derecho a 32 hectáreas; para los hombres casados y las viudas se aumentó esa cantidad en 5 hectáreas por hijo menor de 21 años que viviera con la familia. Se contempló además la adjudicación de un lote en la cabecera a cada jefe de familia, con la condición de que construyera allí una casa.
La emigración constante desde Antioquia y desde otras poblaciones de otros estados, llevó nuevas gentes en busca de tierras de labranza a Manzanares. Estos nuevos pobladores, sin preocuparse por los títulos de adjudicación ocuparon tierras que ya estaban repartidas y comenzaron a presionar para lograr el reconocimiento de sus derechos.
Testimonio del problema es una comunicación enviada al secretario de Gobierno (ministro) en Bogotá, fechada el 28 de noviembre de 1884, planteando el problema surgido con los nuevos o últimos colonizadores.
En 1.886, la confusión de unos geógrafos contratados por el Gobierno para levantar planos de la región sobre el nombre de los ríos Jordán y La Miel, dio lugar a que las tierras cedidas por el presidente Aquileo Parra a Manzanares, quedaran aparentemente en jurisdicción de Antioquia, cuyo gobierno, hasta que no se enmendó la equivocación, impidió a los vecinos hacer uso de sus derechos de posesión.
Un incidente parecido creó también desacuerdo con Marquetalia por la región de Risaralda, en un principio perteneciente a Manzanares, y que después por una división territorial realizada por el gobierno de turno quedó en manos de la primera población mencionada.

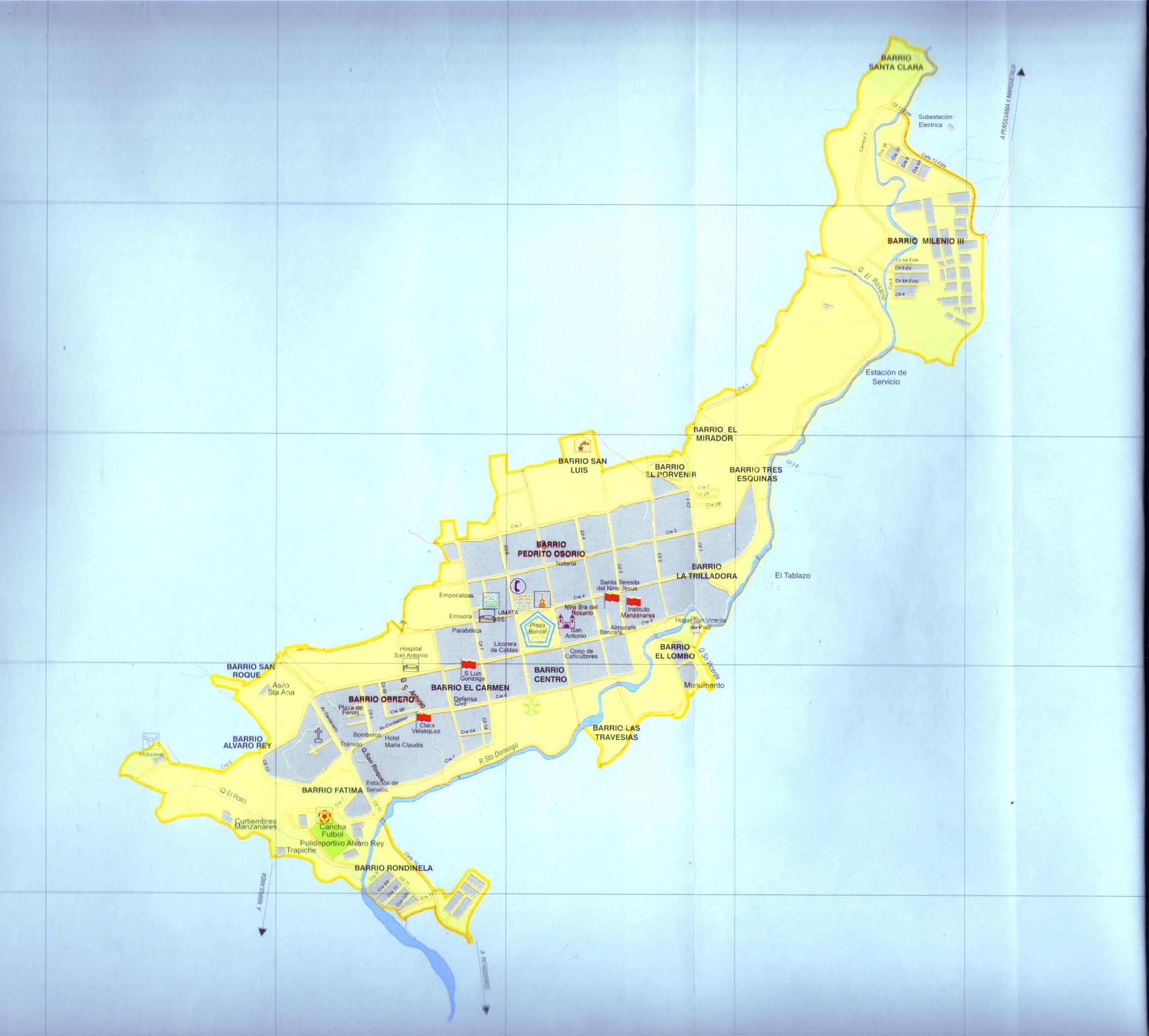
Mapa división urbana de Manzanares

## División Político-Administrativa
Además de su Cabecera municipal. Manzanares tiene bajo su jurisdicción los siguientes Centros poblados:
- Aguabonita
- La Ceiba
- Las Margaritas
- Los Planes

## Economía
De acuerdo con la fuente "Evaluaciones agropecuarias" del Ministerio de Agricultura de Colombia, la economía del municipio, respecto a la participación por cadena productiva, se encuentra representada en un 60% por el cultivo de café, siendo el 40% restante, comprendido por las líneas productivas de aguacate, caña panelera, ganadería, forestal, plátano, porcicultura, avicultura y piscicultura, respectivamente.

## Símbolos

### Escudo
El escudo está compuesto por dos franjas:
En la primera de color verde hay un a begonia blanca con bordes de oro, simboliza la cordialidad de sus habitantes y la segunda de color amarillo, lleva un yunque negro que significa el trabajo y la laboriosidad de los habitantes.

### Bandera
Está conformada por tres franjas horizontales e iguales: 
La franja amarilla se ubica en la parte superior y significa la riqueza del pueblo; en el centro, la franja blanca significa paz, y en la parte inferior el color verde que significa la esperanza en el progreso del municipio

## Servicios públicos
- Energía Eléctrica: Central Hidroeléctrica de Caldas (CHEC), del grupo EPM, es la empresa prestadora del servicio de energía eléctrica.
- Gas Natural: Alcanos de Colombia es la empresa distribuidora y comercializadora de gas natural en el municipio.